# Canon EOS 760D
Canon EOS 760D là máy ảnh DSLR upper-entry 24 megapixel  của Canon công bố năm 2015. Thuộc dòng 3 số của Canon EOS, cùng với 750D là 1 biến thể, cả hai là máy kế tiếp của EOS 700D.

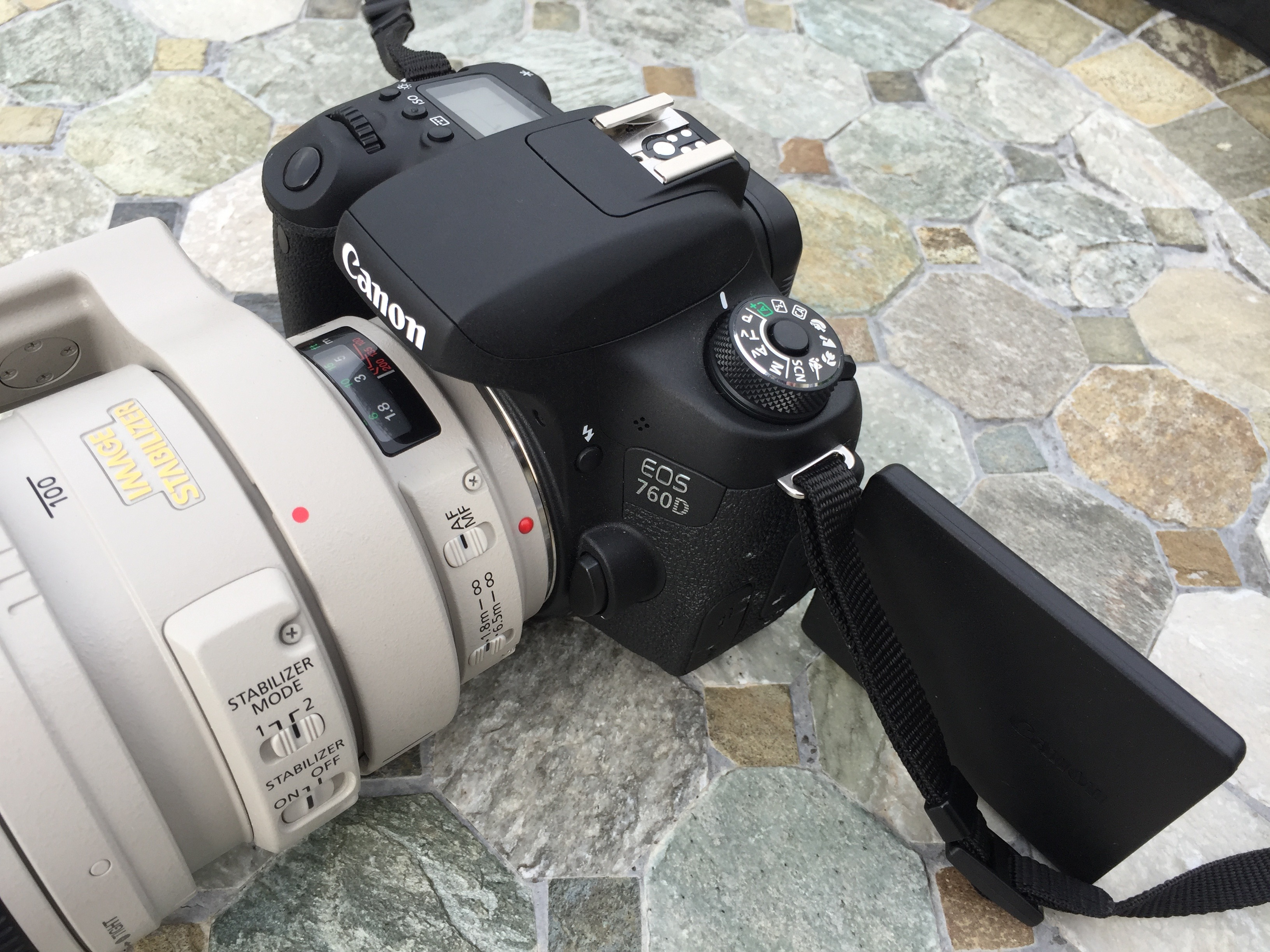
Canon EOS 760D

Được ra mắt cùng lúc với 750D, cả hai có ngoại hình gần giống nhau, tuy nhiên có một số điểm khác:
- Màn hình LCD ở bên trên đỉnh máy, chưa bao giờ xuất hiện trong dòng phổ thông xxxD. Máy phổ thông duy nhất có màn hình LCD trên đỉnh máy là EOS 3000N/Rebel XS N từ thời máy phim.
- Vòng xoay nhanh, lần đầu tiên có ở dòng xxxD, trước đây chỉ có ở dòng xxD và xD.[2]
- Tính năng Servo AF trong Live view, cải thiện khả năng lấy nét và tốc độ chụp (750D chỉ hỗ trợ Servo AF khi dùng ống ngắm quang học). Cả 750D và 760D đều sử dụng hệ thống lấy nét mới Hybrid CMOS AF III với 19 điểm lấy nét. Hệ thống Hybrid Sensor AF được kích hoạt khi người dùng sử dụng live view hoặc quay video. Tất cả các lens của Canon đều tương thích với Hybrid CMOS mới nhất, lấy nét rất nhanh và chính xác.

760D được bán riêng body, hoặc theo bộ với ống kính kit EF-S 18-55mm f/3.5-5.6 IS STM, EF-S 18-135mm f/3.5-5.6 IS STM.
Vào thời điểm hiện tại (2-2017), 760D đang được bán với giá 15 triệu đồng có kèm ống kit 18-55 IS STM tại Việt Nam.
760D được thay thế bởi 77D, ra mắt vào ngày 14-2-2017.

## Đặc điểm
Khác với 750D tương tự 700D, 760D lại có phần tương tự 70D:
- Màn hình LCD trên đỉnh máy, vòng xoay nhanh, Single-axis electronic
  - 750D và 760D là 2 máy entry đầu tiên của Canon có tính năng Single-axis electronic

Các đặc điểm chung của 760D và 750D gồm
- Cảm biến APS-C CMOS 24 megapixel
- Bộ xử lý hình ảnh DIGIC 6
- Cảm biến đo sáng 7560 pixel RGB + IR với khả năng nhận diện màu da
- 19 điểm lấy nét tự động dạng ngang dọc, tất cả ở f/5,6. Điểm chính giữa chính xác cao, ngang dọc chéo (double cross-type) ở f/2.8 hoặc lớn hơn. Hệ thống lấy nét của 760D được thừa kế từ 7D, tuy nhiên với ít tùy chọn hơn, bao gồm: 1 điểm, theo vùng, tất cả 19 điểm
- Kính ngắm độ bao phủ 95%, độ phóng đại 0,82x
- Chụp liên tiếp tăng lên 5 hình/giây, bộ nhớ đệm cho phép lưu tối đa 180 JPEG hoặc 7 RAW.
- Anti-flicker (chống nhấp nháy, thừa kế từ 7D Mark II)
- Cân bằng trắng được bổ sung thêm "cân bằng trắng tự động ưu tiên trắng" bên cạnh chế độ tự động sẵn có.
- Wi-Fi, NFC tích hợp
- Màn hình cảm ứng xoay lật LCD 3 inch TFT Clear View II 1.040.000 chấm.
- ISO chuẩn tối đa tăng lên 12800 (H: 25600)
- Hybrid CMOS AF III.
- Quay phim full HD 1080p 30 hình/s, quay video HDR
- HDR
- Chế độ đa phơi sáng
- Bộ lọc sáng tạo cho quay video, ảnh tĩnh và Live view
- 1 khe cắm thẻ SD/SDHC/SDXC, hỗ trợ UHS-I
- cổng cắm mic 3.5